# Project I.G.I.: I’m Going In
Project I.G.I. – taktyczny first-person shooter wydany przez firmę Eidos Interactive 15 grudnia 2000 roku.

## Fabuła
Akcja gry toczy się na terenach byłego Związku Radzieckiego. David Jones, oficer IGI, zostaje wysłany z misją odnalezienia skradzionej głowicy jądrowej. Jedynym namiarem jest estoński handlarz bronią Josef Priboi. Jones po początkowych komplikacjach pomaga w ujęciu Josefa sojuszniczemu oddziałowi wojskowemu pod dowództwem kpt. Harrisona. Okazuje się, że w posiadaniu głowicy jest wujek Josefa - Jach Priboi. Jones ustala jego położenie, wprowadzając wirusa do jego sieci komputerowej, następnie udaje się go pojmać. W trakcie transportu śmigłowiec z Jonesem i Jachem na pokładzie zostaje zestrzelony na polecenie Ekk - wojskowej oficer, której Priboi sprzedał głowicę. Jones był zmuszony przedostać się przez granicę i odzyskać swój sprzęt. Następnie udaje mu się przechwycić pociąg, którym żołnierze Ekk mieli dostarczyć Jacha do jej kwatery głównej. Myśliwce wysłane przez Ekk doprowadzają do wykolejenia pociągu, jednak Jones i Jach zdołali przedostać się do miejsca, skąd ewakuował ich śmigłowiec IGI. Jones zostaje później wysłany z misją odzyskania głowicy i likwidacji Ekk. W klimacie śnieżnej zimy dociera do wyciągu linowego prowadzącego do ruin zamku, który ma być jej bazą. Dziewczyna ucieka jednak helikopterem do swojej drugiej kryjówki - bazy nuklearnej. Jones schodzi finalnie do jej podziemi by przygotować teren pod wejście żołnierzy IGI. Ekk ginie, gdy Jones z Anyą i oddziałem Harrisona przypuszczają szturm celem rozbrojenia ładunku z głowicy. Cel misji zostaje zrealizowany, choć na próbujących się wydostać Jonesa i Anyę czekają jeszcze oddziały Specnazu.

## Bohaterowie
- David Jones – postać, w którą się wcielamy; komandos, były operator SAS pracujący w IGI.
- Anya – kierownik operacyjny Jonesa, koordynuje jego działania z siedziby IGI; w ostatniej misji rozbraja bombę.
- Harrison – dowódca sojuszniczego oddziału, były "Zielony beret"; doświadczony komandos.

## Wrogowie
- Jach Priboi – estoński handlarz bronią, surowy wujek Josefa. Był zamieszany w kradzież głowicy.
- Josef Priboi – handlarz bronią pracujący dla wuja. W początkowych misjach Jones ma za zadanie odnaleźć go i doprowadzić na przesłuchanie.
- Ekk – młoda dziewczyna, oficer wojskowy. Studiowała fizykę jądrową. Jest w posiadaniu 4 baz, w tym ruin zamku oraz laboratorium nuklearnego ze sztabem podziemnym.
- Żołnierze rosyjscy – korzystają najczęściej z broni: Uzi, AK47, Spas12, Dragunov, Desert Eagle w misjach BAZA SAM oraz w zamku Ekk również z Minimi.